# 이상국 (탁구 선수)
이상국은 대한민국의 탁구선수였다. 1977년 영국 버밍엄 세계선수권대회에서 혼합복식 동메달을 획득하였다.